# Cantonul Lezoux
Cantonul Lezoux este un canton din arondismentul Thiers, departamentul Puy-de-Dôme, regiunea Auvergne, Franța.

## Comune
- Bulhon
- Charnat
- Crevant-Laveine
- Culhat
- Lempty
- Lezoux (reședință)
- Néronde-sur-Dore
- Orléat
- Peschadoires
- Saint-Jean-d'Heurs
- Seychalles
- Vinzelles